# قنبر أباد (غناباد)
قنبر أباد (بالفارسية: قنبرآباد) هي قرية تقع في منطقة مركزية ريفية في إيران. يقدر عدد سكانها بـ 1,720 نسمة .